# خواجه شمس‌الدین علی
امیر شمس الدین علی چشمی یا خواجه علی شمس الدین (حک. ۷۴۸–۷۵۲ ق) از برجسته‌ترین حاکمان سربداران بود که در سال ۷۴۸ قمری به حکومت رسید و در سال ۷۵۲ قمری کشته شد. او در زمانی که دولت سربداران دچار هرج و مرج شد، حکومت را بدست گرفت و توانست با تدابیر و لیاقت خود، دولت سربداران را از نابودی نجات داد و آن را تقویت کرد و توانست به یک قدرت مستقل منطقه ای تبدیل کند. او در دوران حکومت خود دست به اصلاحات موفق زیادی در جنبه های مختلف دستگاه اداری سربداران زد و به آبادانی مملکت توجه زیادی کرد. تقریبا تمامی منابع به کاردانی و لیاقت او اتفاق نظر دارند.

## نام
نام او را به دو شکل ثبت کردند: شمس الدین علی و علی شمس الدین. مولف ناشناس کتاب تاریخ سربداران (منبع اصلی میرخواند و دولتشاه و حافظ ابرو) نام او را به شکل علی شمس الدین ثبت کرده است و دولتشاه هم همین نام را آورده است. در مجمل فصیحی و دیگر کتبی چون روضه الصفا و حبیب السیر این نام به صورت شمس الدین علی آمده است. حافظ ابرو و عبدالرزاق سمرقندی نام او را به صورت خواجه کریم شمس الدین علی نوشته اند.

## پیشینه
همانند دیگر رهبران سربداران، از زندگی و پیشینه او اطلاغاتی در دست نیست. اگر گفته دولتشاه را درباره مدت عمر و تاریخ مرگش را قبول کنیم، او در سال ۷۰۰ قمری متولد شد. دولتشاه در کتابش نوشته است  که مردم سبزوار شمس الدین علی را از نسل حجاج بن یوسف میدانستند. که البته این به احتمال زیاد نادرست است. لقب او، چشمی، احتمالا اشاره به این دارد که او در روستای چشم سبزوار متولد شده یا اجدادش ساکن آنجا بودند. حافظ ابرو و عبدالرزاق سمرقندی او را پسر شمس الدین فضل الله نامیده اند اما این درست نیست و احتمالا این اشتباه بدلیل تشابهات اسمی ایجاد شد و دیگر منابع این را تایید نکردند.. جان ماسون اسمیت خواجه شمس الدین علی را به عنوان یکی از اشراف سبزوار و شریک یکی از اصناف شهر (غسالان: مرده شویان) توصیف میکند.
او در زمان حکومت امیر وجیه الدین مسعود، در زمره بزرگان دولت سربداران بود و امیر مسعود بسیار به وی، به دلیل اینکه مردی بزرگ زاده و اصیل بود، احترام میگذاشت و علاوه بر آن از نزدیکان و مشاوران شیخ حسن جوری نیز بود و شیخ حسن با مشورت با او به امور مهم میپرداخت. میرخواند نوشته است که او به درویشان (جناح تندرو از نظر پطروشفسکی) بسیار احترام میگذاشت و آنان را به سرهنگان سربدار (یا جناج میانه رو از نظر پطروشفسکی) ترجیح میداد و دائم بر زبان میاورد: «کار حکومت ما [سربداران] بعد از اراده حق سبحانه و تعالی چمن همت حضرت شیخ [حسن جوری] و توجه درویشان، تمشیت پذیرفت.» او دائما با درویشان مینشست و حتی خود نیز تظاهر به درویشی میکرد و با آنان به گوشه نشینی و زهد میپرداخت. بی آنکه عضوی از سازمان آنان باشد. اما روی هم رفته مشی سیاسی شمس الدین علی چندان روشن نیست ولی گویا به جناح تندرو گرویده بود و در سخنان خویش میگفت که «اداره مملکت باید به درویشان تعلق داشته باشد و نه لشکریان» و این سبب نظر منفی مورخان نسبت به او شد.
حکومت جانشین امیر وجیه الدین مسعود، آقا محمد تیمور چندان مورد رضایت جناح تندروی شیخی نبود زیرا آقا محمد تیمور نماینده جناح رقیب، جناح میانه روی سربداران، بود و در نتیجه شیخیان با او مبارزه را آغاز کردند.  در این زمان شمس الدین علی بانفوذترین رهبر جناح شیخیان بود و با آنان در برکناری آقا محمد تیمور همراه شد. روزی شمس الدین با تعدادی از درویشان وارد مجلس آقا محمد تیمور شد و او را مورد خطاب قرار داد که: «عجب حالتی است که درویشان را پیش تو اصلا قدر و قیمت نمانده با وجود آنکه مهم و خواجه تو (مقصود امیر وجیه الدین مسعود است) به یمن تقویت این فرقه واجب العظیم تمشیت پذیرفته. [ولی تو] پیوسته اراذل و اوباش  را بر ایشان تقدم مینمایی.» دیگر درویشان نیز سخنان خواجه را تایید کردند و خواستار استعفای آی تیمور شدند. آی تیمور نیز متحیر شد و چون سلاح و محافظی با خود نداشت سعی در آرام کردن مخالفان برآمد و گفت: «من تا غایت هیچ درویشی را نرنجاندم و در ضبط این مملکت لوازم سعی و اهتمام به تقدیم رسانیده ام، اکنون آنچه صلاح باشد، همان میکنم.» مخالفان نیز به اتفاق برکناری او را خواستار شدند و در نتیجه آی تیمور نیز به این رضا داد و مقر حکومت را ترک کرد و توسط درویشان در اتاقی محبوس شد. پس از این درویشان با هم به مشورت پرداختند. درویشان ابتدا حکومت را به خود شمس الدین علی پیشنهاد دادند. اما شمس الدین، با وجود اینکه در باطن خواهان ریاست بود، آن را نپذیرفت و گفت: «من درویشی و گوشه نشینی را بر سلطنت ربع مسکون برابر نمی کنم.»
شاید مهمترین دلیل شمس الدین علی برای نپذیرفتن حکومت این بود که ابراز تمایل به حکومت برای او که در سلک درویشان زاهد بود مناسب نیست و به حیثیت و نفوذ معنوی و محبوبیت خود میان عامه مردم ضربه وارد میکرد. همچنین برای اینکه از عکس العمل هواداران آی تیمور و قشون او در امان باشد. بعد از امتناع شمس الدین برای به حکومت رسیدن، درویشان به پیشنهاد او کلو اسفندیار را، که به گفته شمس الدین با درویشان به مدارا رفتار میکرد، به حکومت برمی گزینند و آی تیمور را میکشند. شمس الدین توصیه بسیاری کرد تا درویشان در کار حکومت حامی کلو اسفندیار باشند و با او همراهی کنند. احتمالا به این دلیل که خود کلو اسفندیار هم نظامی و از نزدیکان مسعود و از اهالی باشتین بود و میتوانست از عکس العمل سپاهیان نسبت به قتل ای تیمور جلوگیری کند و مورد مقبولیت آنان قرار گیرد. دولتشاه در تذکره الشعرا اما سپاهیان سربداران را نیز در برکناری آی تیمور دخیل میداند. احتمالا این نشان از روابط و نزدیکی شمس الدین به جناح میانه رو هم میدهد.
اندکی بعد سربداران (هم جناح تندرو و هم میانه رو) از شخص کلو اسفندیار نیز ناراضی میشوند و روی به درگاه شمس الدین علی میاورند و از بی لیاقتی کلو اسفندیار سخن میرانند و شمس الدین علی را هم در کار برکناری کلو اسفندیار مواقق میکنند و روی به درگاه کلو اسفندیار کرده و او را متهم به خوار و بی مقدار کردن درویشان و سرداران و متقدم کردن اراذل و اوباش میکنند. کلو اسفندیار هم که انتظار این را داشت گفت: «روزی که قصد محمد آی تیمور کردید من میدانستم که شما را وفا و مروت و دیانت و حیا نیست. زیرا آی تیمور مدت مدید در میان شما بود و مسعود او را حرمت تمام میداشت. حالا من ترک ریاست شما دادم، کنون هر که را خواهید بر مسند قدرت بنشانید.» پس از این سخن، سربداران او را دشنام میدهند و وقتی کلو اسفندیار خواست از مقر حکومت بیرون برود، دو تن از سربداران به نام های محمد حبش و فخرالدین عصار مشهدی او را می کشند. وقتی خبر قتل کلو اسفندیار به شمس الدین علی میرسد، اظهار ناراحتی کرده و سربداران را مورد سرزنش و ملامت قرار میدهد که بدون مشورت با او به چنین کاری دست زدند.
پس از ملامت سربداران، شمس الدین از آنها درباره حاکم بعدی نظرخواهی میکند. آنها نیز تعیین حاکم بعدی را به او میسپارند. شمس الدین نیز فرزند مسعود، میرزا لطف الله، را برای حکومت پیشنهاد میدهد. بزرگان سربدار نیز لطف الله را به سلطنت تعیین میکنند. اما هنگامی که قرار شد لطف الله به تخت بنشیند خواجه شمس الدین اظهار میکند که چون میرزا لطف الله هنوز به بلوغ نرسیده است و از عهده اداره مملکت برنمیایید، شایسته است که عمویش، شمس الدین فضل الله سرپرستی و نیابت سلطنت او را برعهده بگیرد تا زمانی که لطف الله به سن بلوغ برسد. فصیحی اما مینویسد که لطف الله بعد آی تیمور به حکومت میرسد و ده روز بعد برکنار شده و پس از او کلو اسفندیار میاید و پس از برکناری کلو اسفندیار، شمس الدین فضل الله به حکومت میرسد.
مورخان امیر شمس الدین فضل الله را امیری بی لیاقت و سرگرم لهو و لعب توصیف میکنند که در زمان او سربداران تضعیف شدند و شاهزاده طغاتیمور خان، حاکم استرآباد، با آگاهی از اختلافات داخلی سربداران به عزم نابودی آنان به سوی سبزوار حرکت میکند. شمس الدین نیز از رویارویی با طغاتیمور خان به هراس می افتد و اعلام میکند که به درد اداره حکومت نمیخورد و از اداره حکومت استعفا میدهد. روایت میرخواند چنین است که وقتی خبر حمله طغاتیمور خان میرسد، بزرگان سربدار به نزد خواجه شمس الدین علی رفتند و اوضاع بد مملکت را یادآور شدند و ضعف امیر شمس الدین فضل الله را یادآور کردند و گفتند که اگر این امیر به جنگ طغاتیمور برود افتضاح به بار خواهد آورد. سپس از او تقاضا کردند تا حکومت را بپذیرد. خواجه شمس الدین هم به ظاهر با اکراه، حکومت را پذیرفت و شمس الدین فضل الله نیز امور حکومت را به او واگذاشت و از سیاست کناره رفت. حافظ ابرو هم نوشته است که شمس الدین فضل الله نتوانست حقوق سربازان خود را پرداخت کند و چون شمس الدین علی به آنها وعده پرداخت کردن حقوق شان را داد، سربازان شمس الدین فضل الله را میکشند و خواجه شمس الدین علی را به حکومت میرسانند. فصیح احمد خوافی در کتابش مینویسد که شمس الدین علی با اتفاق تمام جناح سربداران، به حکومت میرسد. بنابراین خواجه شمس الدین به نمایندگی از هر دو جناح میانه رو و تندرو به حکومت میرسد.

## حکومت
فصیح خوافی سال آغاز حکومت خواجه شمس الدین علی را سال ۷۵۰ قمری ذکر میکند. حافظ ابرو و غیاث الدین علی فریومدی، مولف ذیل مجمع الانساب شبانکاره‌‏ای، نیز تاریخ آغاز حکومت خواجه شمس الدین را سال ۷۴۸ و دولتشاه سمرقندی آغاز حکومت او را سال ۷۴۹ ذکر میکند. میرخواند و خواندمیر هم تاریخی ذکر نکردند. مورخان میان ۷۴۸ و ۷۴۹ با یکدیگر اختلاف دارند.
هنگامی که خواجه شمس الدین علی به حکومت رسید، با مشکلات زیادی درگیر بود. از جمله تهدید دولت های مجاور و اختلافات داخلی میان دو جناح تندرو و میانه رو که باعث تضعیف سربداران شده بود. او برای بازگرداندن ثبات به دولت سربداران دست به اقدامات اصلاحاتی زیادی در زمینه ارتش و دیوانسالاری زد که توانست ثبات را به دولت سربداران باز گرداند.

### درگیری با دشمنان خارجی
طغاتیمور خان، حاکم مغول استرآباد، وقتی که از اوضاع نامساعد قلمروی سربداران آگاه شد، تصمیم گرفت از فرصت استفاده کند و بار دیگر سربداران را مطیع کرده و خراسان را تحت تسلط خودش درآورد. اما وقتی طغاتیمور از به حکومت رسیدن خواجه شمس الدین علی و شجاعت و سیاستمداری او خبردار شد، از فتح خراسان منصرف شد و با خواجه شمس الدین علی صلح کرد. آذر آهنچی، مولف بخش تاریخ سربداران در مجموعه تاریخ جامع ایران، معتقد است این تفسیر، تفسیر درستی نیست، زیرا ثبات و استحکام سربداران به یکباره حاصل نشده بود و همچنین تنها معلول اوضاع داخلی نبود. در نتیجه دو شکست سربداران در زاوه و مازندران، شرایط سیاسی جدیدی در خراسان به وجود آمد که باعث شد فکر اتحاد اتحاد سیاسی این منطقه، تحت حکومت طغاتیمور خان، از بین برد. رقیبان قدرتمند جدیدی در منطقه ظهور کردند و در نتیجه مهمترین متحد ظغاتیمور، ارغونشاه جانی قربانی، مجبور شد به جای اتحاد سیاسی خراسان، به حفظ قلمروی خود بکوشند و با دولت های سربداران و آل کرت سیاست ترک مخاصمه پیش بگیرند. این وضع به تحکیم موازنه قدرت در خراسان کمک کرد و بنابراین تلاش های طغاتیمور هم برای مطیع کردن سربداران ناکام ماند و او مجبور شد با آنان صلح کند. در هر حال، میان دو طرف پیمانی منعقد شد که در آن توافق شد که ولایاتی که تحت تصرف امیر وجیه الدین مسعود بود، در اختیار خواجه شمس الدین علی قرار بگیرد. عقد این عهدنامه اهمیت زیادی در تاریخ سربداران دارد، زیرا این نشانه به رسمیت شناخته شدن استقلال سربداران در خراسان، توسط دیگر قدرت های منطقه، بود.
دیگر نیرو های خارجی که سربداران در زمان خواجه شمس الدین علی با آن روبرو شدند عبارتند بودند از جانی قربانیان و آل کرت. حاکم وقت جانی قربانیان، امیر ارغونشاه بود که نواحی توس و ابیورد و قوچان را در اختیار داشت. در این زمان، حاکم توس، امیر علی رمضان، شورش کرد و دم از استقلال زد و امیر ارغونشاه نتوانست او را سرکوب کند. خواجه شمس الدین هم از این وضع استفاده کرد و سپاهی فراهم کرده و عزم تسخیر توس کرد و آنجا را به محاصره گرفت. چیزی به گشودن توس نمانده بود که به خواجه شمس الدین خبر رسید پادشاه آل کرت، ملک معزالدین حسین کرت، با لشکر خود به سوی فراه جرد آمده است. خواجه تا این خبر را شنید به مقابله با ملک معزالدین رفت و آل کرت هم که از او هراسناک بودند، ناچار به مملکت خودشان بازگشتند و خواجه نیز به سبزوار بازگشت.
در کل، دوران امیر شمس الدین علی در صلح گذشت و درگیری چندانی در زمان او میان همسایگان رخ نداد و سیاست خارجی کلی امیر شمس الدین علی، تقویت مرز ها و دفاع از آنها در مقابل متجاوزان و سیاست برقراری صلح و عدم تخاصم میان همسایگان بود. نبود تهدید خارجی و ایجاد صلح به امیر شمس الدین در تثبیت اوضاع و اجرای اصلاحاتش کمک بسیاری کرد.

### سرکوب شورشیان و مخالفان داخلی
شورش مهمی که در زمان حکومت امیر شمس الدین علی رخ داد، شورش درویش هندوی مجدی، حاکم دامغان و از درویشان جناح تندرو، بود. احتمالا امیر شمس الدین علی به سبب احترامی که به جناح درویشان داشت، به بسیاری از آنان مقام های حکومتی داد. درویش هندوی مشهدی نیز از همان کسانی بود که اوایل حکومت وی، به حکومت دامغان منصوب گردید.
در خصوص علت شورش درویش هندو اطلاعاتی در دسترس نیست. یعقوب آژند دو احتمال میدهد برای این مسئله. اول اینکه این شورش به علت همسو نبودن اقدامات و اصلاحات امیر شمس الدین علی با خواسته های افراطی درویشان بود. دوم اینکه علت این شورش ها میتواند تمایل شمس الدین علی به محدود کردن قدرت درویشان در دولت سربداران بود.  پطروشفسکی نیز نظری مشابه احتمال اول میدهد و مینویسد که روش سیاسی امیر شمس الدین علی چنانکه باید موجبات رضایت شیخیان و درویشان طریقت حسن جوری، که دارای تمایلات شدید مساوات طلبی بودند، فراهم نمی آورد. آهنچی معتقد است که دلیل این اختلافات میان امیر شمس الدین و جناح درویشان نتیجه اختلاف در تقسیم قدرت بود. به هر حال، رابطه حسنه و نزدیک جناح درویشان و امیر شمس الدین علی پس از به حکومت رسیدن شمس الدین علی، به تیرگی گرایید.
درویش هندوی مشهدی، هنگامی که امیر شمس الدین عازم جنگ با سپاهیان آل کرت شده بود، دست به شورش زد. امیر شمس الدین علی هنگامی که به سبزوار باز میگردد، به سرکوب شورش درویش هندو میپردازد و این شورش را در عرض یک هفته سرکوب میکند و دامغان را پس میگیرد. درویش هندو دستگیر شده و راهی سبزوار میشود. بسیاری از بزرگان دامغان، که در این شورش همراه درویشان بودند، هم به قتل رسیدند. خود درویش هندو نیز یا کشته شد یا کاری با او انجام شد که دیگر فرصت شورشی مجدد پیدا نکند. برخی از درویشانی هم که احتمالا با شمس الدین مخالف بودند هم از نزد او گریختند. مانند درویش عزالدین سوغندی، رهبر جناح شیخیان، که به همراه قوام الدین مرعشی، از ترس امیر شمس الدین، راهی مازندران شد ولی در راه درگذشت. قوام الدین خود تنها به مازندران رفت و در روستای دابو، نزدیک آمل، ساکن شد و چند سال بعد موفق به تاسیس سلسله مرعشیان در مازندران شد. درویش عزیز مجدی از دیگر درویشانی بود که احتمالا در زمان امیر شمس الدین علی، تحت تاثیر سخت گیری هایی که نسبت به درویشان اعمال کرد، به عراق رفت. درویش عزیز مجدی بعدها در زمان حسن دامغانی به مشهد بازگشت و آنجا شروع به طغیان کرد و با خواجه علی موید متحد شد و حسن دامغانی را کنار زدند.
در نهایت تمام این سرکوب ها و سخت گیری های امیر شمس الدین علی دست به دست هم داد و باعث ایجاد ثبات در داخل قلمروی سربداران شد. 

### اصلاحات اقتصادی و نظامی
از نخستین مسائلی که امیر شمس الدین علی به آن توجه نشان داد مسئله اقتصادی و مالیات بود. او به اصلاحات در تشکیلات مالی دولت سربداران زد و «هرچه از ولایات حاصل میشد به تمام در وجه اخراجات آن جماعت ذاشت». و به این شیوه توانست به خزانه سروسامان دهد. ماسون اسمیت معتقد است با این سیاست، ضرب سکه های جدید برای استفاده در درآمد ها و پرداخت مواجب لشکریان آغاز شد. همچنین از منابع میتوان برداشت کرد که تحت این سیاست شمس الدین علی، رونق اقتصادی ایجاد شد و وجوه نقد افزایش یافت بطوری که شمس الدین علی توانست با اتکا بر این برات را لغو و حقوق مستخدمین دولت را به سرعت و نقدا پرداخت کند. مورخان نوشته اند که شمس الدین علی موفق شد خزانه را سروسامان دهد و آباد کند.
یکی از مهمترین موضوعاتی که شمس الدین علی باید به آن توجه میکرد، قضیه حقوق سپاهیان بود که به گفته حافظ ابرو سپاه سربداران در زمان شمس الدین فضل الله با آن درگیر بود و از عوامل برکناری شمس الدین فضل الله شد. شمس الدین علی برای پرداخت حقوق لشکریان، لشکر سربداران را به دسته های هجده هزار نفره تقسیم کرد و به هر کدام از آنان جداگانه حقوق داد. این سیاست اقتصادی - نظامی شمس الدین علی تاثیر مثبتی گذاشت. ارتش سربداران جان تازه ای گرفت و اعتماد و علاقه ارتش هم نسبت به شمس الدین علی و حاکم بیشتر شد.
آژند معتقد است که این لشکر هجده هزار نفره یک لشکر ثابت بوده است زیرا شمس الدین علی به هرکدام از آنها مستمری میداد. زیر سایه این قشون ثابت بود که شمس الدین علی توانست مرز های سیاسی سربداران را حفظ کند و مانع حملات دولت های مجاور شود و ترس هم در دل آنها بیندازد. او برای تامین مهمات و تجهیزات ارتش نیز تدابیری اندیشید و زرابخانه (جیبه خانه) ای را برای ساختن مهمات ارتش ایجاد کرد.
از اصلاحات اقتصادی دیگر شمس الدین میتوان به لغو برات اشاره کرد. برات یک رسم معمول مالیاتی در ایران پس از اسلام بود که با این کار پرداخت مواجب کارکنان لشکری و کشوری دیوان صورت میگرفت. بدین شیوه که حقوق ماموران را به خزانه داری های محل حواله میکردند و آنان نیز وجوه براتها (به صورت نقدی و یا جنسی) را از رعایا میگرفتند. این رسم باعث سوءاستفاده های زیاد ماموران حکومتی و مالیاتی میشد و براتها میان ماموران اعزامی و ماموران محلی تقسیم میشد و کمتر چیزی از آن به خزانه مرکزی میرسید. از طرفی دیگر مواجب لشکریان با حواله کردن براتها به ایالات پرداخت میشد و وقتی در فرستادن این براتها تاخیر می افتاد، لشکریان خود به ایالات میرفتند و به زور از مردم مطالبه برات میکردند. شمس الدین علی در دوران حکومت این خود، این رسم را ریشه کن ساخت و قرار بر این شد که خود شمس الدین حقوق مستخدمین دولت را نقدا و به سرعت پرداخت کند. آژند علت این کار شمس الدین را «جلوگیری از ظلم و ستم به رعایا و رساندن لشکر و مردم به حقوق حقه خود» ذکر میکند.
دامنه اصلاحات مالی شمس الدین علی شاید وسیع تر بود، اما اطلاعات زیادی از آن در دسترس نداریم. حتی از تشکیلات مالی سربداران در زمان شمس الدین علی هم اطلاعات اندکی داریم. در زمان شمس الدین نخستین سکه های مستقل سربداران ضرب شد. این سکه ها نشان از وجود ضرابخانه در نقاط مختلف کشور میدهد و به صورت طبیعی کارکنانی در آنجا به کار میپرداختند و مواجب آنها توسط دولت پرداخت میشد. دولت سربداران صاحب خزانه نیز بود و این خزانه در زمان شمس الدین علی بهبود یافت و وسیع تر گردید. اداره امور مالی و خزانه نیز در دست مستوفی بود. بنابر منابع، در دولت سربداران (از زمان امیر وجیه الدین مسعود) منصب مستوفی وجود داشت و به احتمال زیاد در دوران شمس الدین علی نیز این منصب وجود داشت و عهده دار محاسبات عایدات دولت سربداران بود. احتمالا دیوانی نیز برای رسیدگی به امور سپاه و مالیات وجود داشت. از مناصب دیگر مالی در دوران شمس الدین علی میتوان به تمغاچی اشاره کرد که بر عهده حیدر قصاب بود. تمغاچی از مناصب اداری عصر مغول بود و وظیفه آن گرفتن تمغا، یعنی مالیاتی که از صنعتگران و پیشه وران و بازرگانان اخذ میشد، بود. این مالیات مختص شهرنشینان و روستانشینان بود.
روی هم رفته در دوران شمس الدین علی، اوضاع مالی و رفاهی مردم مساعد بود و مردم به آسودگی روزگار میگذرانیدند و این را اکثر منابع نیز تایید کرده اند.

### اقدامات اجتماعی
امیر شمس الدین علی علاوه بر اصلاحات نظامی و مالی، به اقدامات و اصلاحات اجتماعی نیز پرداخت. او به سبب همنشینی با درویشان، خلق و خوی آنان را پذیرفته بود و به رعایت عدل و انصاف میان مردم و همچنین مبارزه با فساد های اخلاقی جامعه و رعایت شرع و اصول دین توجه زیادی نشان میداد و در آن سخت گیری زیادی میکرد. توجه او به حدی بود که خود شخصا به سرکشی در امور میپرداخت و از نزدیک با مردم تماس برقرار میکرد و همه مردم نیز به او دسترسی داشتند. او خود شخصا گرد محلات میگشت تا از حال مردم آگاه شود و مستقیما به کار ماموران حکومت نظارت کند.
شمس الدین علی مصرف مواد مخدر، از جمله بنگ و تریاک، را در قلمروی خود ممنوع کرد و سخت گیری او به حدی بود که کسی حتی جرئت نداشت نام بنگ و شراب را بر زبان بیاورد. او فحشاء و روسپی گری را ممنوع ساخت و آورده اند که پانصد روسپی را او زنده در چاه افکند. ابن یمین نیز در یکی از ابیات شعرش، به ممنوع شدن شراب و باده گساری به فرمان امیر شمس الدین علی اشاره کرد.
سخت گیری های امیر شمس الدین علی در رعایت عدالت به جایی رسید که همه مردم، اعم از توده مردم و بزرگان مملکت، از او هراس داشته باشند. به گفته میرخواند: «هر مجرمی را که میگفتند تو را نزد خواجه [شمس الدین علی] میبریم، قالب تهی میکرد.» دولتشاه نیز نوشته است که: «سیاست او به مرتبه ای بود که هر کس را از ارباب و لشکری که طلب کردی، وصیت نامه نوشتندی و آنگاه نزد او رفتندی.» شمس الدین علی حتی وقتی خبردار شد که نقیب شهر سبزوار از نسل حجاج بن یوسف ثقفی است او را زهر داد.
ابن یمین در قطعه شعری در خصوص سخت گیری های شمس الدین علی سروده است:
| عید آمد ای نگار بده جام خوشگوار      |  | کز جام خوشگوار شود کار چون نگار  |
| بگذشت ماه روزه غنیمت شمار عید        |  | زیرا که هست نوبت این نیز بر گذار |
| برخیز و عزم میکده کن ز آنکه بعد ازین |  | نبود هوای صومعه با طبع سازگار    |
| گر زر نداری آنک بدان آب رز خزی       |  | سهلست خیز جامه ببرجام می بیار    |
| نی نی نعوذبالله از این کار فارغم     |  | ساغر مده بدست من ای ترک میگسار   |
| تشبیب این قصیده به آیین شاعران       |  | کردم بمی وگرنه گواهست کردگار     |
| کین بنده مدتیست کزین جزم تایبست      |  | از راه اختیار نه از روی اضطرار   |
| خاصه کنون که امر شهنشاه عهد شد       |  | با نبی کردگار درین کار دستیار    |
| شاه جهان که عالم کون و فساد را       |  | آمد بیمن معدلتش به اصلاح کار     |
| جان و جهان فضل و کرم تاج ملک و دین   |  | آن همچو تاج سرور شاهان روزگار    |

### عمران و آبادانی
بهبود اوضاع مالی دولت و خزانه باعث شد بودجه کافی ایی برای بازسازی بناها و آبادانی ها بدست بیاید. امیر شمس الدین در دوران حکومت خود او بنای مسجد جامع سبزوار را تکمیل و ترمیم کرد و حوض و پایابی در میان مسجد جامع ساخت. ابن یمین در شرح این مسجد و حوض آن میگوید:
| حبذا طاقی که جفت این رواق اخضر است |  | وز بلندی در زمین را آسمانی دیگر است |

| مسجد جامع همی خوانندش اما جنتی است  |  | و اندرو فواره ای مانند حوض کوثر است |
| آب آن فواره تا سر بر زد از جیب زمین |  | از رشاش او هوا را دائما دامن تر است |

شمس الدین علی برای نگهداری کالاهای تولیدی دولت، انبار بزرگی ساخت. وسعت و استحکام انبار او به قدری بود که شتران برای بارگیری با بار، بالای آن میرفتند. او برای اشتغال مردم و پیشه وران، دست به ایجاد کارگاه های متعددی برای تولید کالا زد و ایجاد کار نمود. دولتشاه به یک کارخانه اسلحه سازی دولتی (جیبه خانه) اشاره میکند که روزی پنج جیبه (مهمات جنگی) در آن تولید میشد و افراد زیادی در آن به کار مشغول بودند. احتمالا کارگاه های تولیدی دیگری نیز احداث شد، اما دولتشاه به ذکر این موارد اکتفا کرده و باقی مورخان، همچون میرخواند، به طور کلی میگویند که ولایات را آباد و معمور گردانید.

## مرگ
سخت گیری های شدید امیر شمس الدین و شخصیت تند او باعث شد که در نزد بزرگان سربدار منفور شود. این دلیل را یعقوب آژند و جان ماسون اسمیت نیز تایید نمودند. او در اواخر حکومتش دیگر نه جناح درویشان را با خود داشت و نه جناح میانه رو های سربدار. او در نهایت به دست تمغاچی خود، حیدر قصاب، با همراهی یحیی کرابی به قتل میرسد. حیدر قصاب از مردم روستای چشم، روستای شمس الدین علی، بود که امیر شمس الدین او را به منصب جمع آوری تمغا گماشت.
روزی حساب تمغاهای جمع آوری شده حیدر قصاب پس افت میکند و امیر شمس الدین محصلانی تعیین میکند تا تمام اموال حیدر را برای جبران این پس افت ها، مصادره کنند. وقتی حیدر تمام اموال خود را از دست میدهد و محصلان همچنان او را تحت فشار میگذارند تا بدهی های خود را پرداخت کند، دست به دامان امیر شمس الدین میشود که باقی بدهی ها را ببخشد. اما امیر شمس الدین، که به گفته مولف تاریخ سربداران مردی فحش گو و بددهن بود، جواب میدهد: «زن خود را در خرابات بنشان و از آن ممر وجه دیوان تسلیم نمای.» حیدر قصاب هم با حالت گریان به ظاهر گفت: «خدمت کنم». اما در باطن، بخاطر این توهین، تصمیم به قتل امیر شمس الدین را گرفت. بنابراین این فکر را با یکی از یاران خود در خلوت در میان میگذارد و از او خواهش کرد چنانکه در مجلس به امیر شمس الدین حمله کرد ولی موفق به قتل او نشد، با یک ضربت کار خودش را بسازد تا زنده اسیر نشود. زیرا اگر اسیر شود مرگی وحشتناک در انتظارش خواهد بود. آن دوست به او گفت که در این مورد با یحیی کرابی مشورت کند. حیدر نیز به نزد او رفت و گفت: «امشب امری در خاطر دارم، عنایت از من باز نباید گرفت.» یحیی کرابی به موجب فراستی که داشت، دانست که حیدر چه میگوید و غرض او چیست. پس گفت: «مردانه باش که من نخواهم گذاشت آسیبی به تو برسد». پس حیدر در هنگام نماز شب در محضر امیر شمس الدین علی، در بالاخانه قلعه سبزوار، از جای برمیخیزد و فریاد میاورد که: «من از خاک برگرفته شماام امروز با من فضیحت و رسوایی میرود.» و بلافاصله خنجری از آستین بیرون کشیده و بر سینه امیر میزند، بطوری که خنجر از پشت او بیرون میزند. پهلوان حسن دامغانی که این صحنه را میبیند شمشیر برمیکشد تا از دفاع کند. اما یحیی کرابی نیز در همان لحظه شمشیر خود را از نیام بیرون میاورد و گفت: «پهلوان حسن دست نگه دار.» پهلوان حسن نیز دست نگه داشته و میگوید: «ای خواجه ندانستم که این کار با مشورت شما صورت گرفته است.»  غیاث الدین بن علی فریومدی نام قاتلان خواجه شمس الدین علی را یحیی کرابی و امیر عزالدین نربالادی مینویسد.
مورخان درباره علت قتل شمس الدین علی نظریات دیگری دادند و علت قتل وی را فراتر از قضایای شخصی و ناموسی ذکر میکنند. پطروشفسکی معتقد است که عمل حیدر قصاب به ظاهر علت خصوصی و شخصی داشت اما به احتمال قوی او آلت فعل جناح میانه روی سربداران شد. مولفان روسی کتاب تاریخ ایران معتقدند که شمس الدین علی نماینده جناح رادیکال سربداران بود و فئودال ها و مورخان هوادار آنان با وی دشمنی میکردند و ظن غالب علت قتل خواجه شمس الدین علی سیاسی بود. آهنچی معتقد است که دست داشتن یحیی کرابی در قتل خواجه شمس الدین علی نشان میدهد که انگیزه اصلی قتل، مخالفت گروهی و دسته بندی های داخل حکومت علیه شمس الدین علی بوده است.
تاریخ مرگ او نیز مانند تاریخ آغاز سلطنتش، دقیق نیست. حافظ ابرو تاریخ قتل شمس الدین علی را سال ۷۵۲ ذکر میکند. دولتشاه و غیاث الدین بن علی فریومدی تاریخ مرگ را سال ۷۵۶ نگاشتند. میرخواند و خواندمیر هم متفقا تاریخ قتل او را سال ۷۵۳ نوشته اند. فصیحی نیز سال ۷۵۴ را به عنوان تاریخ مرگ خواجه نوشته است. دولتشاه نوشته است که او پنجاه و شش سال عمر کرد. 
ابن یمین نیز در قطعه ای در دیوانش، سال قتل خواجه شمس الدین علی را ۲۸ شوال سال ۷۵۲ آورده است:
| چون هفتصد و پنجاه و دو رفت از سال |  | بیش از دو نمانده بد ز ماه شوال |
| خورشید لقای علی شمس الدین         |  | از خنجر حیدر اندر آمد به زوال  |

علاوه بر آن ابن یمین در اشعار دیگرش اشاره به واقعه قتل شمس الدین علی میکند و در آن حیدر قصاب را مدح میکند:
| کس تیغ چو پهلوان ایران نزده است |  | خنجر به از او رستم دستان نزده است |
| زخمی که سپهبد جهان حیدر زد      |  | حقا که ابولولو به از آن نزد       |

## شخصیت
از منابع شخصیت شمس الدین علی روی هم رفته اینگونه استنباط میشود که شمس الدین علی امیری کاردان و باکیاست و لایق بود و از اراده محکمی برخوردار بود که او را در اجرای اصلاحات و تثبیت امنیت و اوضاع داخل یاری داد. او با کمک این اراده محکم و قاطع، توانست اقتدار و تثبیت سربداران را پس از مرگ وجیه الدین مسعود، بازگرداند. او جدیت زیادی در انجام کارها داشت و هیچگونه تخطی و یا بی نظمی را تحمل نمی کرد و مجرم و تخطی کاران را به سختی مجازات میکرد و همین شدت عمل و جدیت او در تثبیت نظم و مجازات متخلفان باعث رونق اقتصادی و ایجاد آرامش در قلمروی سربداران شد. مثالی دیگر از جدیت و سخت گیری او را میتوان در مصادره اموال حیدر قصاب، که به باور آژند از مالیات هایی که جمع آوری کرد اختلاس کرده بود، و سخت گیری بر او برای پرداخت بدهی هایش دید.
او فرد متدینی بود و به رعایت شرع و اخلاقیات در جامعه توجه زیادی نشان میداد. او در سکه های خودش نماد های شیعی و مهدوی را ضرب کرد و مسجد جامع شهر سبزوار را مرمت کرد. او مصرف شراب و مواد مخدر را ممنوع کرد و جلوی فحشاء را گرفت و حتی نقیب شهر سبزوار، بدلیل اینکه از نسل حجاج بن یوسف بود، را مسموم کرد. مسموم کردن نقیب شهر سبزوار و انداختن پانصد فاحشه در چاه نشان از جدیت زیاد او در رفع فساد در جامعه و برقراری قانون شرع میدهد.
علاوه بر تمام اینها، شمس الدین علی سیاستمدار بسیار زیرکی بود. او با سیاست دقیق، راه خود را برای رسیدن به حکومت هموار کرد و کاری کرد که به عنوان نماینده تمام جناح های سربداران به حکومت برسد و نماینده یک جبهه خاص نباشد و در نتیجه پایه های حکومتش سست نشود. شمس الدین علی فردی بود که از فرصت های پیش رو به سرعت استفاده میکرد. بطور مثال زمانی که از ضعف حکومت جانی قربانی و شورش والی توس استفاده کرد و آنجا را به محاصره گرفت.
مردم مداری و مردمی بودن از دیگر خصوصیات این فرمانروا بود. او به زندگی مردم عادی توجه زیادی نشان میداد و حتی خود شخصا به تفحص در زندگی آنان میپرداخت و برای آسایش آنان به اصلاحات مالی ایی چون لغو برات گرفتن زد. شمس الدین علی خود زندگی ساده ای داشت و همه مردم به او دسترسی داشتند و خود شمس الدین علی نیز با تمام مردم، حتی قشر مرده شوی، رفاقت داشت. نفوذ کلمه او میان مردم بسیار زیاد بود و این نشان از شخصیت کاریزماتیک و محبوب او میان مردم میدهد.
منابع به خصوصیات بد او نیز اشاره کردند. از جمله دشنام گفتن و خشونت و سخت گیری های زیاد او که باعث روی برتافتن بزرگان از او شد.